# Yecuana
Les Yecuana, aussi connus sous les noms de Ye'kuana, Maiongong, Maquiritare, Makiritare, So'to sont un peuple autochtone vivant aux confins du Brésil et du Venezuela, parlant le maquiritari, de la famille linguistique des langues caribes.
Ils sont voisins des Yanomami, dont ils ne partagent pas la langue ni la culture. Pour se désigner eux-mêmes, ils utilisent le nom So'to, qui se traduit par « gens » ou « personne ». En l'an 2000, leur population s'élevait à 430 au Brésil et 4 800 au Venezuela.

### Source
- (pt) Instituto Socioambiental (Brésil)

### Filmographie
- (de) Makiritare (Venezuela, Orinoco-Quellgebiet) : Festtanz, film documentaire de Hermann Schlenker et Dore Andree, IWF Wissen und Medien gGmbH, Göttingen, 1974 (tournage Venezuela, 1969), 6 min (DVD)
- (de) Makiritare (Venezuela, Orinoco-Quellgebiet) : Ernte und Aufbereiten von Maniok, Fladenbacken, film documentaire de Hermann Schlenker et Dore Andree, IWF Wissen und Medien gGmbH, Göttingen, 1974 (tournage Venezuela, 1969), 11 min 31 (DVD)
- (es) Ajishama : The White Ibis, film documentaire de John Dickinson, Documentary Educational Resources, Watertown, 2004, 85 min (DVD)
- (es) Somos Yekuana, film documentaire de Lorenzo Darío Espinoza, Fundación Villa del Cine, Caracas, 2006, 44 min (DVD)